# Lyrio Aragão
Lyrio Aragão Dias (9 de novembro de 1933 - 31 de dezembro de 1968) foi roteirista e desenhista de História em Quadrinhos policiais e de terror nas décadas de 1950 e 1960, em revistas das editoras Outubro, Jotaesse, Taika, e D-Arte. Suas charges (as Piadas do Além) e histórias em quadrinhos foram publicadas em Terror Magazine, Mestres do Terror e Calafrio. Ativista pela valorização da produção nacional de quadrinhos, foi um dos fundadores da Associação dos Desenhistas de São Paulo (ADESP), no início dos anos 1960. Ocupou o cargo de secretário-geral na diretoria, presidida por Maurício de Souza.. Trabalhou depois nas agências de publicidade McCann-Erickson e Alcântara Machado.

## Fino humor
Nascido em Ibirá, no estado de São Paulo, Lyrio Aragão trabalhava como investigador de polícia no Departamento Estadual de Investigações Criminais (Deic), da Secretaria de Segurança Pública do Estado de São Paulo, quando começou a desenhar profissionalmente, no final dos anos 1950. Foi apresentado aos primeiros editores por Gedeone Malagola, também desenhista e policial, assim como Waldyr Igayara de Souza, ambos seus amigos. No início dos anos 1960, ele desenhava nas horas vagas porque gostava, e como complemento de renda. Era casado com Ana, bibliotecária, e tinha três filhos pequenos.

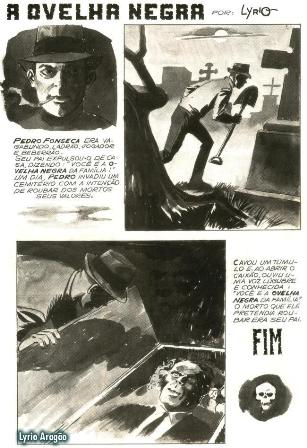
HQ Ovelha Negra, roteiro e desenho de Lyrio

Descendente de espanhóis, Lyrio era boêmio e divertido, conhecido pelo “temperamento expansivo” e “pelo fino humor negro” . Criava seus personagens com base em modelos reais, “amigos que sofreram uma transformação no desenho, para poderem funcionar como personagens”, segundo seu mestre Corte.z.

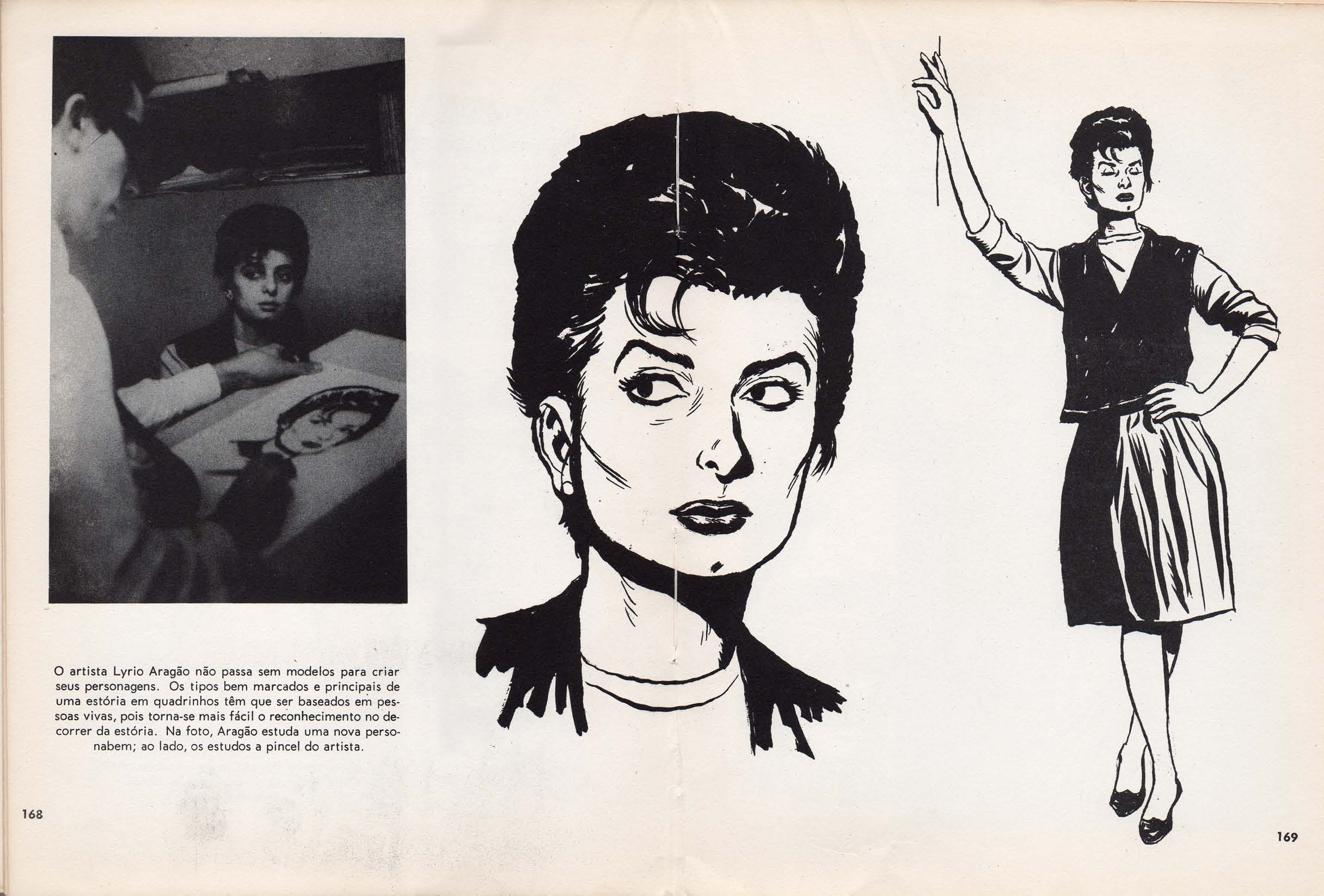
Lyrio desenhava a partir de modelos vivos

Em vez de ambientar suas histórias em lugares exóticos, retratava a vida cotidiana da capital paulista. “Em suas histórias encontramos as ruas de subúrbio, os botequins, os pequenos comércios das vilas, boêmios, motoristas de táxi, homens de bigodinho sentados em bares com o cabelo glostorado e lencinho perfumado metido no bolsinho dos ternos alinhados, mulheres de olhar misterioso, e conquistadores orgulhosos guiando seus automóveis rabo-de-peixe”. Espirituoso, dava a seus personagens nomes de amigos e chefes: Júlio Shimamoto inspirou, em uma história, a Lavanderia Shimamoto; o dono da editora Outubro, José Sidekerkis virou José Kerkis; e o detetive Nico Martim foi batizado por conta de Jayme Cortez Martins. Também gostava de dar apelidos “terroríficos” aos amigos: Shimamoto era "Shimamorto", Ataíde era o "Conde Ataúde".

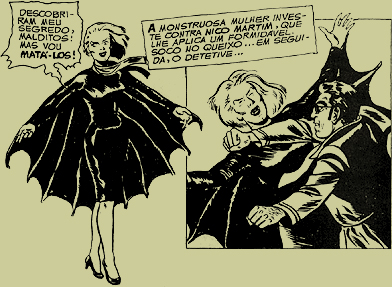
Personagem Divalara

Depois de uma carreira de destaque nas HQ e de passagens por duas agências de publicidade, Lyrio voltou ao trabalho na polícia, em 1968. Suicidou-se na tarde de 31 de dezembro de 1968.
Deixou três filhos. Maria Cristina, na época com onze anos, formou-se em Economia. Marco, na época com nove anos, se tornou desenhista, trabalhou na Editora Abril ilustrando histórias da linha Disney e hoje tem um escritório de arte. Marcelo Aragão, na época com seis anos, formou-se em jornalismo, trabalhou como roteirista da linha Disney e depois fez carreira na publicidade, tornando-se um renomado diretor de criação, com passagem pelas mais importantes agências do país. Dos três, é o que mais se assemelha ao pai, não apenas fisicamente, por ter herdado o largo sorriso de Lyrio, como pelo humor refinado que lhe rendeu inúmeros prêmios na carreira de criativo.

## Arte e técnica
Lyrio foi considerado um artista exímio no claro-escuro e no uso dramático da luz. “Um misto da arte clássica de Alex Toth e a veia satírica de Jordi Bernet”. Luiz Saindeberg comparou seu estilo ao de Milton Caniff. Ele criou personagens que ficaram famosos, como o Detetive Otávio e o Detetive Teobaldo. No início da carreira, fez charges e até palavras cruzadas. No estilo de terror tradicional, produziu histórias com monstros, “ambientadas em locais exóticos como o Sahara, a Transilvânia, ou o México zapatista”. Algumas vezes, assinava com o pseudônimo Arellano, homenagem a seu pai, Serafim Aureliano.

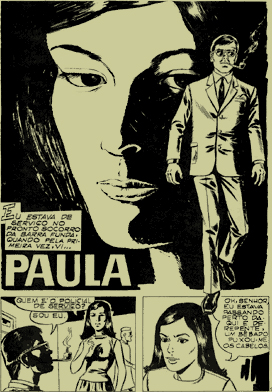
HQ com personagem Paula

## Em defesa da HQ nacional
Fundada por Miguel Penteado e Jayme Cortez em 1959, a Editora Continental só publicava autores brasileiros. As revistas exibiam o selo “escrita e desenhada no Brasil”. Rebatizada pouco tempo depois como Editora Outubro, tinha como diretor Jayme Cortez, que comprava histórias de quatro desenhistas que resolveram se associar e abrir um estúdio: Júlio Shimamoto, Luiz Saidenberg, Lyrio Aragão e Waldyr Igayara de Souza.
Por iniciativa de Lyrio, alugaram a sala 1922, no 19º andar do Edifício Martinelli. Saidenberg conta: “Nosso estúdio era básico: umas pranchetas, uns armários com gibis, sem telefone e sem cartão de visita”. Os quatro aderiram ao movimento deereserva de mercado, liderado por Miguel Penteado, dono da Outubro. Junto com um grupo de desenhistas, fundaram a Associação dos Desenhistas de São Paulo (), cuja sede ficava no estúdio do Martinelli. A ADESP era presidida por Maurício de Souza. Lyrio era o secretário-geral.

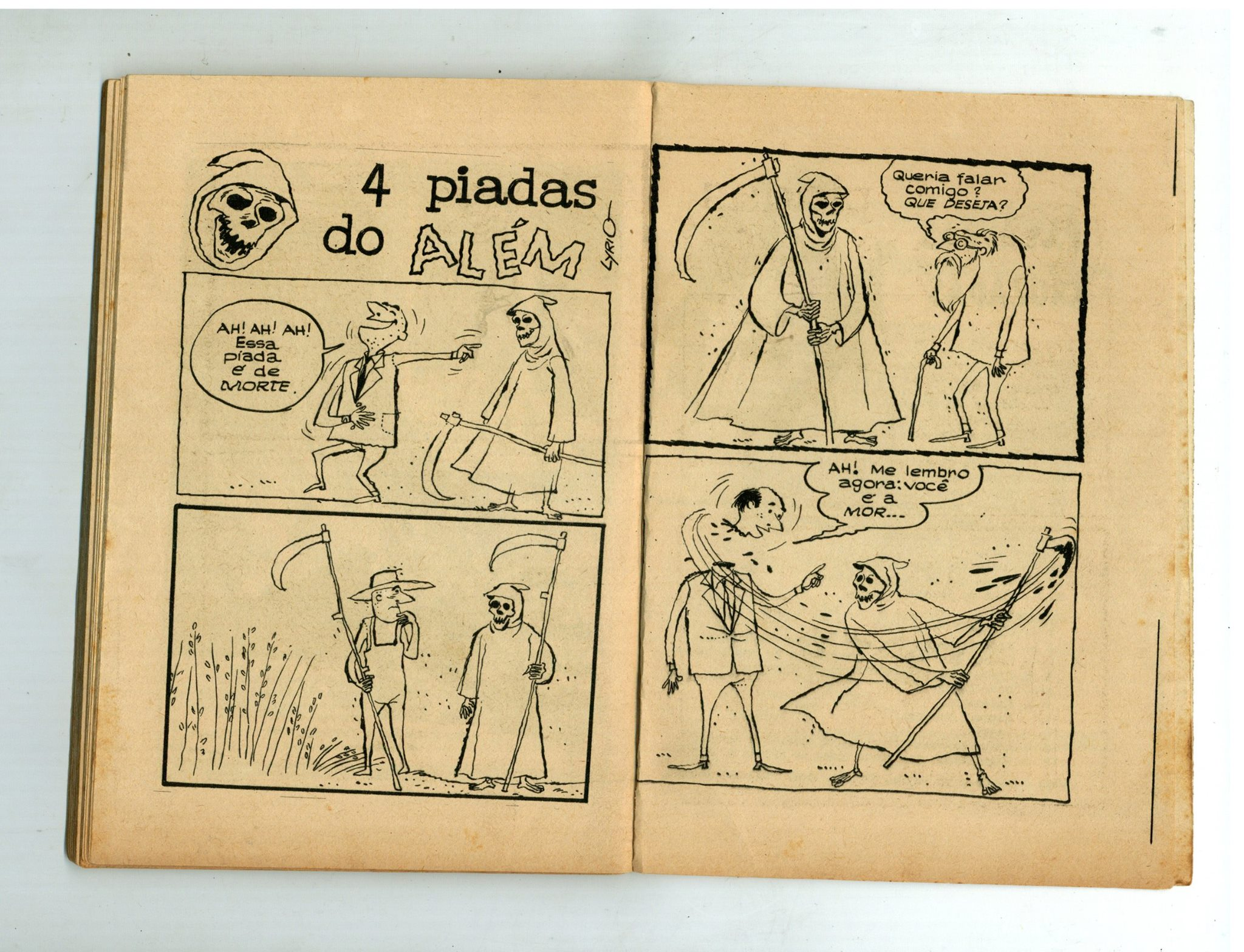
Piadas do além

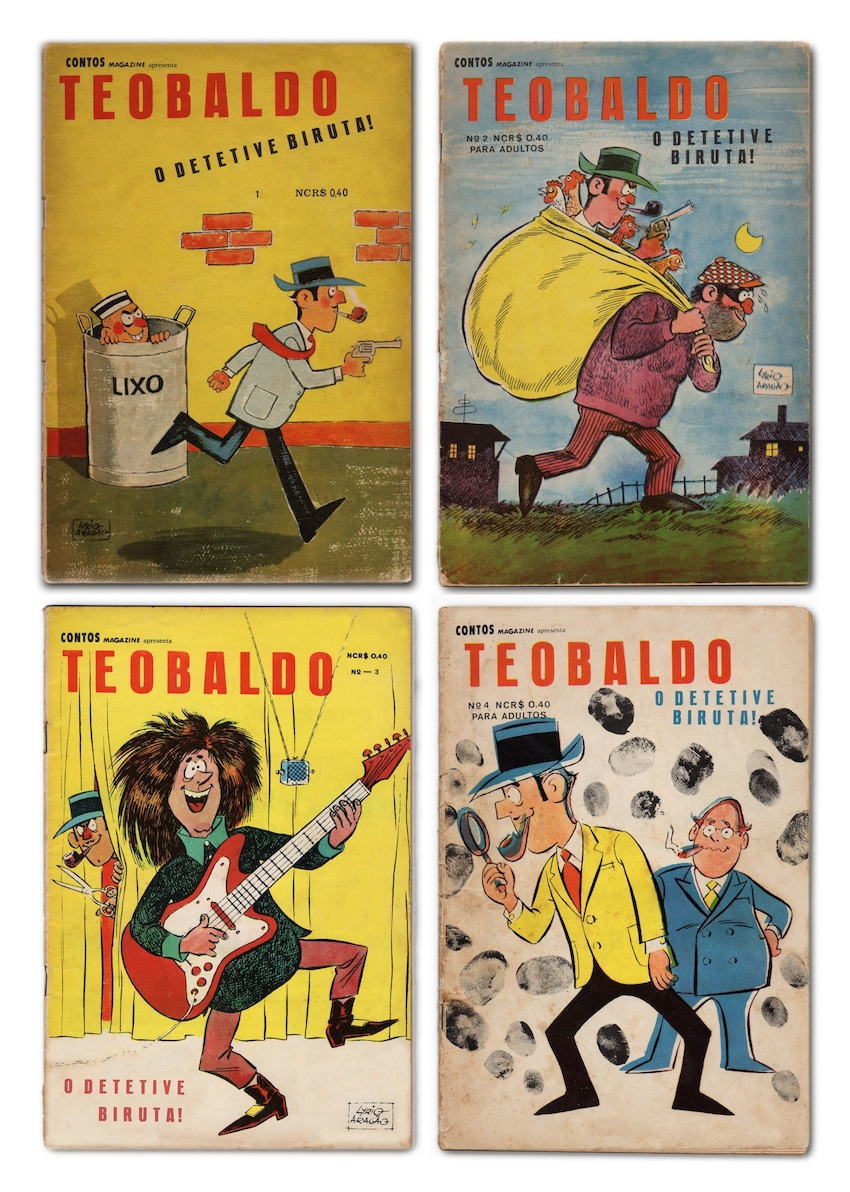
Teobaldo, o detetive biruta - edições da revista Contos Magazine

## Publicidade
Com o fracasso do movimento, decorrente da pressão das grandes editoras contra a aprovação da Lei de nacionalização das histórias em quadrinhos, em 1962 o estúdio foi desmontado. Lyrio foi trabalhar na McCann Erickson e sugeriu a contratação do amigo Saidenberg, com quem fez par na produção de storyboards para o departamento de Rádio e TV. Em 1967, foi contratado pela Alcântara Machado Publicidade, por convite de Saidenberg. Demitiu-se em maio de 1968.

## Prêmio Angelo Agostini
Em 1994, Lyrio ganhou o Prêmio Angelo Agostini, uma das mais tradicionais premiações de arte sequencial do Brasil.